# María Garay
María Garay (Oliva, Córdoba, Argentina; 24 de agosto de 1941) es una cantante de tango argentina. Considerada como una de las grandes referentes del género tanguero en Argentina.

## Carrera
Nieta de árabes, su abuelo paterno llegó de chico a Buenos Aires y enseguida se instaló en Córdoba, en donde nació su madre, Amina, y también ella, en 1941, y dos de sus tres hermanos. A los dos años, María se mudó a Ensenada, en donde pasó su infancia y adolescencia. De joven se trasladó a Berisso, en donde residía cuando empezó en la música, para después instalarse en La Plata.
Inició su carrera artística en La Plata, provincia de Buenos Aires en 1969 en el mítico Cáprex, un mítico lugar de encuentro de estudiantes universitarios antes de los exámenes. Al año siguiente, participa en el 4º Festival de Canto Argentino, en la ciudad de Balcarce, donde ganó como Revelación del Festival. Posteriormente gana el Gardel de Oro, en la Sexta Fiesta Nacional de Tango, en la ciudad de La Falda, Córdoba, con un  jurado integrado por Eladia Blázquez, Hugo del Carril, Homero Expósito, Virgilio Expósito y Chabuca Granda. Sus padrinos artísticos fueron Alba Solís y Alberto Marino.
Su consagración como artista lo hizo en televisión, en programas como La casa de Carlos Gardel en 1974, Buenas noches, Buenos Aires, Ronda de Ases (estas dos últimas por Canal 13). En 1976 debutó en el programa Grandes Valores del Tango, en el Canal 9, con conducción de Silvio Soldán. También intervino en el ciclo La Botica del Ángel de Eduardo Bergara Leumann.
Hizo varias presentaciones en importantes lugares como La casa de Carlos Gardel, Caño 14 y en El Viejo Almacén.
Interpretó tangos como Un día, Este corazón sentimental, Mi vieja viola, Amor de juguete, La milonga y yo y No me esperes esta 
noche, Pasional, Barro, Uno, Los mareados, Gracias Buenos Aires, Garganta con arena (de Cacho Castaña), Para después llorar (con música de Pascual Mamone), Y no puedo olvidarte, Naranjo en flor, Jamás lo vas a saber, Nostalgias,  Sabor de adiós, Desencuentro y el vals El solitario, entre otros.
También realizó giras por Tokio, Estados Unidos, Europa, y  recorrió la costa azul francesa.
Lanzó más de siete discos entre los que se encuentran Los de Siempre, El tango se llama María Garay, María Garay: Para no llorar tu amor, María Garay con todo respeto, 'María Garay en Japón y Pasional.
El 12 de diciembre de 2012  recibió una distinción por su trayectoria en el Salón de los Pasos Perdidos del Congreso de la Nación, entregada por el  escritor y productor cultural José Valle presidente del Centro de Estudios y Difusión de la Cultura Popular Argentina
En el 2013 sufrió un terrible accidente tras caer, desde un metro y medio de altura, del escenario cuando participaba del Festival de Tango de La Falda, en la provincia de Córdoba. Como consecuencia fue atendida de inmediato por la  doble fractura de codo y hombro derecho.
En el 2021 fue la anfitriona de Unísono, un programa de música independiente a la Tv Pública, donde se presentó artistas de Santa Fe, Tierra del fuego, Mendoza y Chaco.

## Vida privada
Estuvo casada por varias décadas con un hombre ajeno al ambiente con quien tuvo una hija llamada Marisa Garay (nombre artístico), quién también tuvo una carrera artística muy dedicada como cantante de salsa, milonga y tango, y como actriz. Tiene dos nietos, Renzo y Giovanna, los cuales también se desarrollan artísticamente.

## Filmografía
- 1985: Corazón Musical.

## Televisión
- Buenas noches, Buenos Aires
- Ronda de Ases
- Grandes Valores del Tango
- La Botica del Ángel
- Unísono

## Discografía
- 1971: Los de Siempre, con el acompañamiento de Alberto Di Paulo, con dos temas: Un día, de Anselmo Aieta, con versos de Francisco García Jiménez y Este corazón sentimental, de Julio De Caro y José María Contursi.
- 1977: El tango se llama María Garay, su primer disco solista, con la orquesta de Osvaldo Requena, y bajo el sello Sur.
- 1977: María Garay: Para no llorar tu amor.
- 1981: María Garay con todo respeto, con la orquesta de Omar Valente.
- 1987: María Garay en Japón.
- 1987: O tango é María Garay,  grabado en Brasil
- 1998: Pasional.
- 2004: Una Mujer de Tango, junto al maestro Ernesto Baffa.

## Teatro
- 2018: Tango show junto a Eduardo Praino en guitarra.[9]
- 2016: Show María Garay- Delia Mucci, en el Teatro Torquato Tasso.[10]
- 2013: Te sigo queriendo junto a Beto César.
- 2013: Festival Suarte, estrenado en el Cine Brown.
- 2011/2012: Full Tango, en el Teatro Curzio (2011) y Teatro Santa Fe (2012), junto a Ricardo Méndez, Amelita Baltar, Leyla Antúnes,, Martín Cabello, Natalia Carutti, María Florencia Cerutti, José Godoy, German Golbato, Ariel Ledesma, Emmanuel Marín, Ricardo Méndez, Pamela Otero, Adam Pereyra, Andrés Pomponio, Martin Rivé y Patricia ruiz.
- 2011: Tango Furia, en el Teatro Payro
- 1986/1987: María Garay Show, en el Hotel Intercontinental Keio de Tokio.
- 1985: María Garay Show, estrenado en el Teatro Empire en París, Francia.
- 1980: María Garay en Mi Pais 80 , Teatro Mi Pais Mar del Plata, Argentina.